# (39792) Patrickchevalley
(39792) Patrickchevalley est un astéroïde de la ceinture principale d'astéroïdes découvert en 1997.

## Description
(39792) Patrickchevalley a été découvert le 5 septembre 1997 au Centre de recherches en géodynamique et astrométrie (CERGA), à Caussols en France, par le projet scientifique européen OCA-DLR Asteroid Survey (ODAS).

### Caractéristiques orbitales
L'orbite de cet astéroïde est caractérisée par un demi-grand axe de 2,18 ua, un périhélie de 1,91 ua, une excentricité de 0,12 et une inclinaison de 4,56° par rapport à l'écliptique. Du fait de ces caractéristiques, à savoir un demi-grand axe compris entre 2 et 3,2 ua et un périhélie supérieur à 1,666 ua, il est classé, selon la JPL Small-Body Database, comme objet de la ceinture principale d'astéroïdes.

### Caractéristiques physiques
(39792) Patrickchevalley a une magnitude absolue (H) de 16,5 et un albédo estimé à 0,052.

## Étymologie
Cet astéroïde est nommé en l'honneur de Patrick Chevalley (1958-). 